# Битка при Яксарт
Битката при Яксарт е сражение, провело се в октомври 329 година пр. Хр. край река Яксарт (днес Сърдаря), в хода на което македонският цар Александър III Македонски разгромява армията на скитите. Мястото на битката пресича съвременните граници на Узбекистан, Таджикистан, Киргизстан и Казахстан, точно югозападно от древния град Ташкент (съвременната столица на Узбекистан) и североизточно от Худжанд (град в Таджикистан).

## Предистория
Прекосявайки Хелеспонта в 334 година пр. Хр. Александър е решен да стане новият монарх на Ахеменидската империя. Първо в битката при Граник, след това в битката при Иса и накрая в битката при Гавгамела той нанася серия решителни удари, от които Ахеменидската династия не може да се възстанови.
По време на последните две битки Александър е решен да залови Дарий III, но той успява да избяга във всяка една от битките. Ако Александър успее да залови Дарий, това би било изключително полезно за осигуряване на подчинението на по-голямата част от империята. Много от провинциите на Ахеменидите отвъд Месопотамия са проспериращи и добре населени.
След това Александър успява да вземе титлата законен наследник на императора на Ахеменидите, но все още има много региони от старата Персийска империя, които са станали независими, възползвайки се от вакуума във властта, и други, които се надигат с оръжие срещу новия владетел Александър. Един от тези региони е сатрапия на Согдиана, където Спитамен въстава срещу Александър. Разбирайки за размириците в Согдиана, 
Бактрия която е населена предимно от много различни групи номадски конници, общо известни като скити, включително племето на саките, събира армия и я изпраща край река Яксарт. Това племе ще влезе в пряк сблъсък с Александър, когато той пристига, за да ръководи изграждането на град Александрия Есхате (днес Худжанд), който трябва да маркира североизточните граници на новата му империя и този проект увеличава напрежението между македонците и саките, които започват да се страхуват, че Александър смята да стартира експедиция за завладяване на останалата част от Скития.
Саките в крайна сметка атакуват македонски войници, които Александър изпраща, за да утвърди властта си в тези региони, и сблъсъкът кулминира, когато Александър преминава с армията си през региона и група македонски войници, за да събира провизии, но са нападнати изненадващо от група от около 20 и 30 000 местни жители, които по-късно се оттеглят и заемат високи места на източния бряг на река Яксарт.
Александър преследва скитите от западния бряг на реката, но първоначално се колебае да я пресече, тъй като жертвоприношенията, които е направил на гръцките богове, излизат с неблагоприятни предзнаменования. Въпреки това, скитите продължават да извършват провокативни действия срещу македонците и Александър решава да ги атакува независимо от религиозните предупреждения.

## Битката
Саките са изтласкани от бреговете от мощните катапулти и обсадни лъкове. За македонците тогава вече е лесно да преминат Яксарт. По всяка вероятност саките нормално биха се оттеглили в този момент. Въпреки това Александър иска да неутрализира заплахата за своите граници от номадските армии веднъж завинаги и няма намерение да позволи на врага да се измъкне. Следователно, като втора част от стратегията си, той заповядва на батальон от конни копиеносци да напредне и да провокира атака от страна на номадите. Александър има възможността да изпрати своите конни копиеносци на тази опасна мисия, защото хората му са добре обучени и разбират, че всъщност не са оставени сами. Авангардът на Александър незабавно е обкръжен и атакуван от скитските конни стрелци. След като са ангажирани в атаката, позицията на скитите е фиксирана и те стават уязвими от приближаването на македонската пехота и кохортите на Александър от критски стрелци. Номадите се оказват хванати между македонските конни копиеносци и останалата част от армията на Александър. Саките се опитват да избягат по крилата на македонските линии, но там са пресрещнати от пехотата на Александър.